# São Vicente de Fora
São Vicente de Fora é uma parte da cidade e antiga freguesia portuguesa do município de Lisboa, com 0,32 km² de área. Em 2011 tinha 3 539 habitantes (densidade: 11 059,4 hab./km²). O seu nome tem origem na Igreja de São Vicente de Fora. Além desta igreja, ali se situa a de Santa Engrácia, que em 1910 foi transformada no Panteão Nacional.
Como consequência de uma reorganização administrativa, oficializada a 8 de novembro de 2012 e que entrou em vigor após as eleições autárquicas de 2013, foi determinada a extinção da freguesia, passando o seu território integralmente para a freguesia de São Vicente.

## População
★ No censo de 1864 pertencia ao Bairro de Alfama. Os seus limites foram fixados pelo decreto-lei nº 42.142, de 07/02/1959, posteriormente alterados pelo decreto-eli nº 42.751, de 22/12/1959.

| Nº de habitantes | Nº de habitantes | Nº de habitantes | Nº de habitantes | Nº de habitantes | Nº de habitantes | Nº de habitantes | Nº de habitantes | Nº de habitantes | Nº de habitantes | Nº de habitantes | Nº de habitantes | Nº de habitantes | Nº de habitantes | Nº de habitantes | Nº de habitantes |
| ---------------- | ---------------- | ---------------- | ---------------- | ---------------- | ---------------- | ---------------- | ---------------- | ---------------- | ---------------- | ---------------- | ---------------- | ---------------- | ---------------- | ---------------- | ---------------- |
| 1864             | 1878             | 1890             | 1900             | 1911             | 1920             | 1930             | 1940             | 1950             | 1960             | 1970             | 1981             | 1991             | 2001             | 2011             |                  |
| 4090             | 5578             | 7040             | 7647             | 8549             | 10055            | 9033             | 9280             | 9666             | 11533            | 9253             | 8301             | 5453             | 4267             | 3539             |                  |
|                  | +36%             | +26%             | +9%              | +12%             | +18%             | -10%             | +3%              | +4%              | +19%             | -20%             | -10%             | -34%             | -22%             | -17%             |                  |

|     | 0-14 anos  | 15-24 anos | 25-64 anos   | 65 e + anos |
| Hab | 414 \| 377 | 459 \| 272 | 2181 \| 1901 | 1213 \| 989 |
| Var | -9%        | -41%       | -13%         | -18%        |

## Património
- Imóvel da Voz do Operário ou Edifício da Voz do Operário
- Igreja de São Vicente de Fora
- Igreja de Santa Engrácia (Panteão Nacional)
- Standard Eléctrica ou Standard Eléctrica Sociedade Anónima Portuguesa ou Orquestra Metropolitana de Lisboa (proprietário actual)
- Pátio dos Quintalinhos ou Villa Rocha (antigas "Escolas Gerais")

## Arruamentos
A freguesia de São Vicente de Fora continha 58 arruamentos. Eram eles:
- Arco Grande de Cima
- Beco da Bica do Sapato
- Beco da Era
- Beco da Mó
- Beco da Verónica
- Beco do Hospital de Marinha
- Beco do Mirante
- Beco do Salvador
- Beco dos Agulheiros
- Beco dos Beguinhos
- Beco dos Lóios
- Beco dos Vidros
- Calçada de São Vicente[3]
- Calçada do Cardeal
- Calçada do Cascão[3]
- Calçada do Forte[3]
- Calçada dos Cesteiros
- Calçadinha do Tijolo[3]
- Campo de Santa Clara
- Cruz de Santa Helena[3]
- Escadinhas de São Tomé
- Escolas Gerais[3]
- Largo de Santa Marinha
- Largo de São Vicente
- Largo do Outeirinho da Amendoeira[3]
- Largo do Sequeira[3]
- Largo Dr. Bernardino António Gomes (Pai)
- Outeirinho do Mirante
- Rua da Bica do Sapato[4]
- Rua da Oliveirinha
- Rua da Senhora da Glória[5]
- Rua da Verónica[5]
- Rua da Voz do Operário[5]
- Rua das Escolas Gerais[6]
- Rua de Diogo do Couto[4]
- Rua de Entre Muros do Mirante
- Rua de Santa Marinha[5]
- Rua de São Tomé[7]
- Rua de São Vicente[5]
- Rua do Mirante
- Rua do Paraíso
- Rua do Salvador[8]
- Rua do Vale de Santo António[9]
- Rua dos Caminhos de Ferro[4]
- Rua Leite de Vasconcelos[9]
- Telheiro de São Vicente
- Travessa das Flores
- Travessa das Freiras
- Travessa das Mónicas[5]
- Travessa de Santa Marinha
- Travessa de São Vicente[5]
- Travessa do Açougue
- Travessa do Conde de Avintes
- Travessa do Meio
- Travessa do Paraíso
- Travessa do Rosário de Santa Clara
- Travessa do Zagalo
- Travessa Raposo